# Praia do Carvalhido
Praia do Carvalhido
A Praia do Carvalhido é uma pequena praia marítima na área urbana da Póvoa de Varzim, localizada a meio da Avenida dos Banhos/ Passeio Alegre entre a Praia Redonda e a Praia da Salgueira. A Praia do Carvalhido é uma praia bastante frequentada de areia branca com alguns penedos dentro e fora de água.
A praia está constantemente lotada em dias de agosto e por isso várias pessoas reservam o lugar montando tendas e que insistem em manter (pelo menos os alicerces) de um dia para o outro. No dia 15 de agosto a procura é ainda maior.

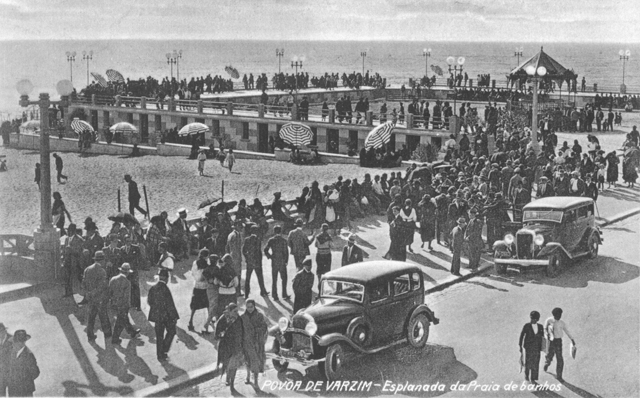
Esplanada do Carvalhido na Avenida dos Banhos em meados do século XX.

Na praia localiza-se a Esplanada do Carvalhido, composto por um miradouro e bares no seu interior.